# Новый Крапивник
Новый Крапивник (укр. Новий Кропивник) — село в Сходницкой поселковой общине Дрогобычского района Львовской области Украины.
Население по переписи 2001 года составляло 1175 человек. Занимает площадь 32,5 км². Почтовый индекс — 82194. Телефонный код — 3244.
Достопримечательность села — каменная Николаевская церковь (1695 г.) с деревянной колокольней (1821 г.) — памятник архитектуры государственного значения. Церковь относится к Украинской Греко-Католической Церкви (УГКЦ).